# Orata (fiume)
Il torrente Orata è un affluente di sinistra del fiume Ofanto. 
Lungo 20 km, nasce alle pendici del monte Serra della Spia nei pressi di Andretta e confluisce nell'Ofanto presso Calitri.